# VfL Wolfsburg (féminines)
Pour la section masculine, voir VfL Wolfsburg.
Maillots
Actualités
Le VfL Wolfsburg est un club de football féminin situé à Wolfsburg dans le Land de Basse-Saxe en Allemagne. C'est la section féminine du VfL Wolfsburg. Le club joue en Bundesliga depuis sa création avec une interruption en 2005-2006. C'est le club le plus titré d'Allemagne avec Francfort.

## Histoire

### L'ascension vers les sommets
- 1973 : fondation du VfR Eintracht Wolfsburg
- 1998 : le club est au bord de la faillite, l'équipe féminine fusionne avec Wendschotter SV et prend le nom de WSV Wolfsburg
- 2003 : reprise de l'équipe féminine par le VfL Wolfsburg
- 2005 : relégation en 2e Bundesliga, puis remontée en fin de saison en Bundesliga
- 2013 : Triplé : Championnat, Coupe d'Allemagne et Ligue des champions

### La domination dans les années 2010
La saison 2012-2013 sacre Wolfsburg comme le nouveau roi d'Allemagne et d'Europe. Le VfL Wolfsburg remporte son premier titre de champion d'Allemagne en 2013, devançant le FFC Francfort et le Turbine Potsdam, puis met fin à la domination de Potsdam en coupe d'Allemagne, en battant les Est-Allemandes 3-2 en finale. La même saison, le club atteint sa première finale de Ligue des champions. Les Louves sont opposées à l'Olympique lyonnais, double champion d'Europe en titre, et l'emportent 1-0 grâce à un penalty de Martina Müller.
L'internationale allemande, au club depuis la saison 2004-2005, passée par la deuxième division, est à nouveau l'héroïne de Wolfsburg en finale de Ligue des champions la saison suivante. Alors que les Allemandes sont menées 2-0 puis 3-2 par les Suédoises du Tyresö FF et ses stars Marta Boquete, Press et Klingenberg, Martina Müller, déjà autrice du but de l'égalisation à 2-2, marque le but de la victoire pour offrir un deuxième sacre consécutif au VfL.
Le 8 juin 2014, Wolfsburg affronte le 1. FFC Francfort, leader du championnat, lors de la dernière journée. Les deux équipes sont à égalité (1-1) lorsque Alexandra Popp marque le but de la victoire pour les Louves à la 89e minute. Grâce à cette victoire arrachée à Francfort, le VfL dépasse son rival au classement et conserve son titre de champion d'Allemagne.
Wolfsburg remporte finale de coupe d'Allemagne 2017 face au SC Sand (2-1), sa quatrième coupe consécutive et son deuxième doublé coupe-championnat après 2013. Cependant la direction du club n'autorise les Louves à fêter leur doublé qu'en privé, car l'équipe masculine, elle, est menacée de relégation.
Lors de la saison suivante, le club atteint la finale de Ligue des champions, face à l'Olympique lyonnais. Le score est nul et vierge à la fin du temps réglementaire. Dès le début de la prolongation, Pernille Harder ouvre la marque pour Wolfsburg, mais Alexandra Popp reçoit dans la foulée un deuxième carton jaune synonyme d'expulsion. Les Louves sombrent alors, encaissant finalement quatre buts face aux Lyonnaises, leurs meilleures ennemies en coupe d'Europe.
De 2017 à 2020, le club remporte quatre doublés coupe-championnat consécutifs. La victoire de 2020 en coupe d'Allemagne (3-3, 2-1 face au SGS Essen) est la sixième consécutive du club, qui établit un nouveau record.
La campagne 2020-2021 de Ligue des champions se termine sur une élimination en quarts de finale (2-1, 3-0) face à une équipe de Chelsea renforcée par le recrutement de l'ancienne Louve Pernille Harder.
Lors de la Ligue des champions 2021-2022, le parcours des Louves s'arrête en demi-finale après une défaite 5-1 face au FC Barcelone, dans un Camp Nou rempli de 91 648 spectateurs, la meilleure affluence de l'histoire du football féminin et la meilleure de l'histoire du VfL Wolfsburg hommes et femmes confondus. Le précédent record n'était que de 19 204 spectateurs lors de la finale de coupe de 2015 face à Potsdam.
Lorsque le VfL Wolfsburg bat le Turbine Potsdam 4-0 en finale de la coupe d'Allemagne 2021-2022, le club remporte sa neuvième coupe d'Allemagne (la huitième consécutive) et égale le record de victoires de Francfort. Les Wölfinnen réalisent également le doublé coupe-championnat pour la sixième fois (après 2013, 2017, 2018, 2019 et 2020), et égalent également le record de titres de Francfort avec un septième titre de championnes d'Allemagne.
Le 23 octobre 2022, Wolfsburg bat son record d'affluence à domicile lors de sa victoire 2-1 face au Bayern à la Volkswagen-Arena.

## Palmarès
- Ligue des champions de l'UEFA (2)
  - Vainqueur : 2013 et 2014
  - Finaliste : 2016, 2018, 2020 et 2023

- Championnat d'Allemagne (7)
  - Champion : 2013, 2014, 2017, 2018, 2019, 2020 et 2022
  - Vice-champion : 2012, 2015, 2016, 2021, 2023, 2024 et 2025

- Coupe d'Allemagne (11)
  - Vainqueur : 2013, 2015, 2016 , 2017, 2018, 2019, 2020, 2021, 2022, 2023 et 2024

- Championnat d'Allemagne de deuxième division (1)
  - Champion : 2006

- Coupe d'Allemagne en salle
  - Finaliste : 2013 et 2015

- Supercoupe d'Allemagne
  - Finaliste : 2024

## Personnalités du club

### Meilleures buteuses
Ce tableau retrace la liste des meilleures buteuses de l'histoire du VfL Wolfsburg.
| Rang | Joueuses        | Période   | Championnat | Coupes | Europe | Total |
| 1er  | Martina Müller  | 2005-2015 | 169         | 20+    | 19     | 208+  |
| 2e   | Alexandra Popp  | 2012-     | 86          | 20     | 23     | 129   |
| 3e   | Zsanett Jakabfi | 2009-2021 | 70          | 21     | 20     | 111   |
| 4e   | Pernille Harder | 2017-2020 | 68          | 11     | 25     | 104   |

### Joueuses les plus capées
Ce tableau retrace la liste des joueuses les plus capées de l'histoire du VfL Wolfsburg.
| Rang | Joueuses        | Période   | Championnat | Coupes | Europe | Total |
| 1    | Anna Blässe     | 2007-2022 | 234         | 51     | 53     | 338   |
| 2    | Zsanett Jakabfi | 2009-2021 | 190         | 36     | 45     | 271   |
| 3    | Alexandra Popp  | 2012-     | 176         | 32     | 61     | 264   |
| 4    | Lena Goeßling   | 2011-2021 | 177         | 31     | 54     | 262   |
| 5    | Martina Müller  | 2005-2015 | 200+        | 20+    | 25     | 245+  |
| 6    | Almuth Schult   | 2013-     | ?           | ?      | ?      | 205   |
| 7    | Nilla Fischer   | 2013-2019 | 125         | 24     | 43     | 192   |

### Anciennes joueuses notables
- Anna Blässe
- Cristiane
- Lena Goeßling
- Caroline Graham Hansen
- Ingrid Syrstad Engen
- Fridolina Rolfö
- Ewa Pajor
- Pernille Harder
- Josephine Henning
- Zsanett Jakabfi
- Nadine Kessler
- Anja Mittag
- Martina Müller
- Conny Pohlers
- Almuth Schult

## Parcours en Coupe d'Europe

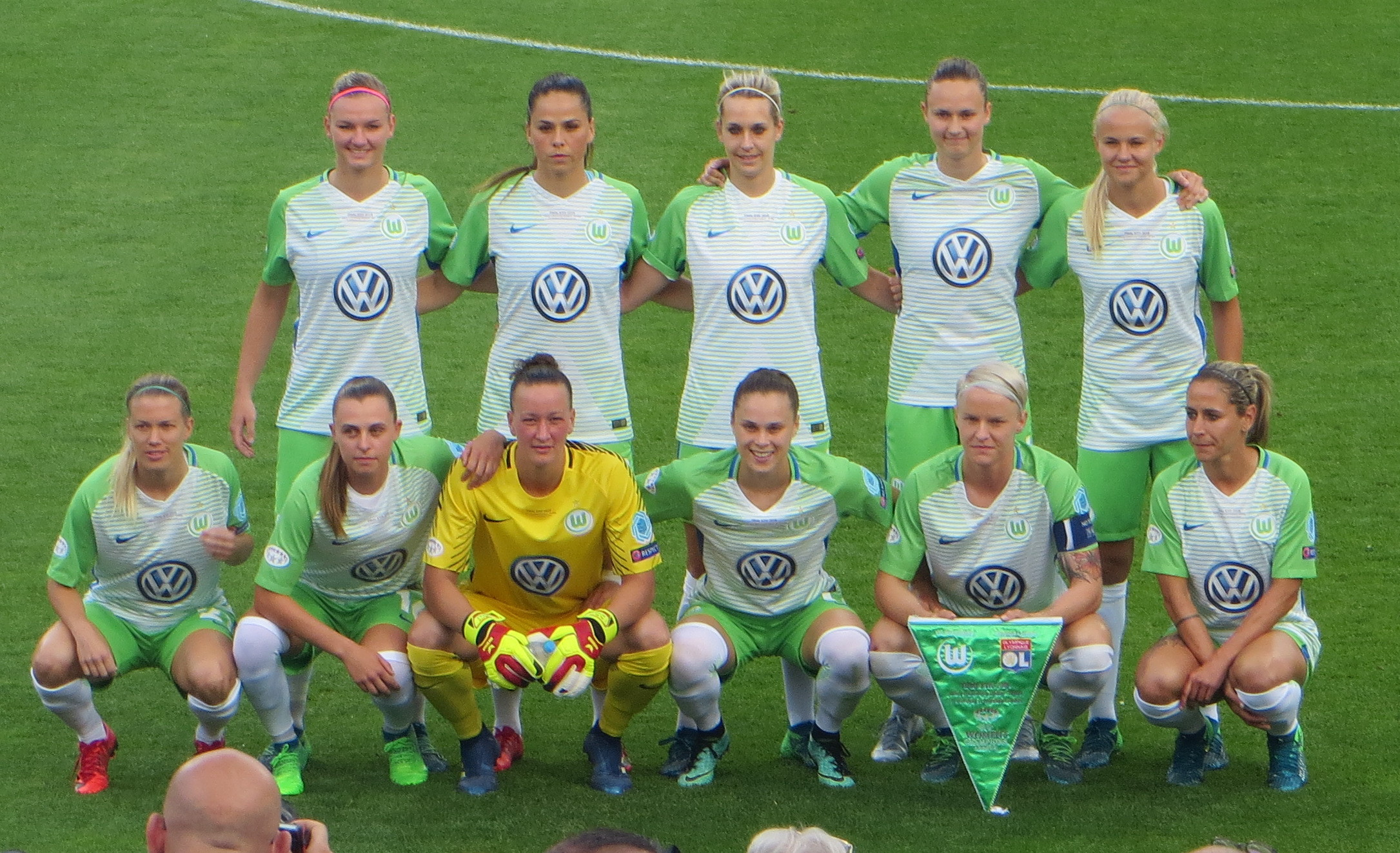
Effectif titulaire lors de la finale de la Ligue des champions 2018.

Qualifié pour la première fois en Ligue des Champions en 2012 après sa deuxième place en Bundesliga, le VfL Wolfsburg réussit directement à remporter le trophée après une victoire en finale face à l'Olympique Lyonnais. Elles réussissent à conserver leur titre la saison suivante, avant d'échouer en demi-finales face au Paris Saint-Germain. Entre 2016 et 2020, le VfL Wolfsburg se fait systématiquement éliminer de la compétition par l'Olympique Lyonnais, dont trois défaites en finale (2016, 2018 et 2020). La confrontation entre les deux clubs est la plus récurrente de l'histoire de la compétition.
Le VfL Wolfsburg est le deuxième club allemand le plus titré en Ligue des Champions, derrière le 1. FFC Francfort, et le troisième toutes nations confondues.
| Saison    | Tour                      | Adversaire             | Aller               | Retour              | Score total         |
| --------- | ------------------------- | ---------------------- | ------------------- | ------------------- | ------------------- |
| 2012-2013 | 1/16 finale               | RTP Unia Racibórz      | 1 - 5               | 6 - 1               | 11 - 2              |
| 2012-2013 | 1/8 finale                | Røa IL                 | 4 - 1               | 1 - 1               | 5 - 2               |
| 2012-2013 | 1/4 finale                | WFC Rossiyanka         | 2 - 1               | 0 - 2               | 4 - 1               |
| 2012-2013 | 1/2 finale                | Arsenal LFC            | 0 - 2               | 2 - 1               | 3 - 1               |
| 2012-2013 | Finale                    | Olympique Lyonnais     | 1 - 0               | 1 - 0               | 1 - 0               |
| 2013-2014 | 1/16 finale               | Pärnu JK               | 0 - 14              | 13 - 0              | 27 - 0              |
| 2013-2014 | 1/8 finale                | LBFC Malmö             | 1 - 2               | 3 - 1               | 5 - 1               |
| 2013-2014 | 1/4 finale                | FC Barcelone           | 3 - 0               | 0 - 2               | 5 - 0               |
| 2013-2014 | 1/2 finale                | 1. FFC Turbine Potsdam | 0 - 0               | 4 - 2               | 4 - 2               |
| 2013-2014 | Finale                    | Tyresö FF              | 3 - 4               | 3 - 4               | 3 - 4               |
| 2014-2015 | 1/16 finale               | Stabæk Fotball Kvinner | 0 - 1               | 1 - 2               | 3 - 1               |
| 2014-2015 | 1/8 finale                | SV Neulengbach         | 0 - 4               | 7 - 0               | 11 - 0              |
| 2014-2015 | 1/4 finale                | FC Rosengård           | 1 - 1               | 3 - 3               | 4 - 4e              |
| 2014-2015 | 1/2 finale                | Paris Saint-Germain    | 0 - 2               | 2 - 1               | 1 - 2               |
| 2015-2016 | 1/16 finale               | ŽFK Spartak Subotica   | 0 - 0               | 4 - 0               | 4 - 0               |
| 2015-2016 | 1/8 finale                | Chelsea LFC            | 1 - 2               | 2 - 0               | 4 -1                |
| 2015-2016 | 1/4 finale                | ACF Brescia            | 3 - 0               | 0 - 3               | 6 - 0               |
| 2015-2016 | 1/2 finale                | 1. FFC Francfort       | 4 - 0               | 1 - 0               | 4 - 1               |
| 2015-2016 | Finale                    | Olympique Lyonnais     | 1 – 1 a. p. (3 - 4) | 1 – 1 a. p. (3 - 4) | 1 – 1 a. p. (3 - 4) |
| 2016-2017 | 1/16 finale               | Chelsea LFC            | 0 - 3               | 1 - 1               | 4 - 1               |
| 2016-2017 | 1/8 finale                | Eskilstuna United DFF  | 1 - 5               | 3 - 0               | 8 - 1               |
| 2016-2017 | 1/4 finale                | Olympique Lyonnais     | 0 - 2               | 0 - 1               | 1 - 2               |
| 2017-2018 | 1/16 finale               | Atlético de Madrid     | 0 - 3               | 12 - 2              | 15 - 2              |
| 2017-2018 | 1/8 finale                | ACF Fiorentina         | 0 - 4               | 3 - 3               | 7 - 3               |
| 2017-2018 | 1/4 finale                | SK Slavia Prague       | 5 - 0               | 1 - 1               | 6 - 1               |
| 2017-2018 | 1/2 finale                | Chelsea LFC            | 1 - 3               | 2 -0                | 5 - 1               |
| 2017-2018 | Finale                    | Olympique Lyonnais     | 1 – 4 a. p.         | 1 – 4 a. p.         | 1 – 4 a. p.         |
| 2018-2019 | 1/16 finale               | Þór/KA                 | 0 - 1               | 2 - 0               | 3 - 0               |
| 2018-2019 | 1/8 finale                | Atlético de Madrid     | 4 - 0               | 0 - 6               | 10 - 0              |
| 2018-2019 | 1/4 finale                | Olympique Lyonnais     | 2 - 1               | 2 - 4               | 2 - 6               |
| 2019-2020 | 1/16 finale               | KFF Mitrovica          | 0 - 10              | 5 - 0               | 15 - 0              |
| 2019-2020 | 1/8 finale                | FC Twente              | 6 - 0               | 0 - 1               | 7 - 0               |
| 2019-2020 | 1/4 finale                | Glasgow City LFC       | 1 - 9               | 1 - 9               | 1 - 9               |
| 2019-2020 | 1/2 finale                | FC Barcelone           | 1 - 0               | 1 - 0               | 1 - 0               |
| 2019-2020 | Finale                    | Olympique Lyonnais     | 1 - 3               | 1 - 3               | 1 - 3               |
| 2020-2021 | 1/16 finale               | ŽFK Spartak Subotica   | 0 - 5               | 2 - 0               | 7 - 0               |
| 2020-2021 | 1/8 finale                | Lillestrøm SK          | 2 - 0               | 0 - 2               | 4 - 0               |
| 2020-2021 | 1/4 finale                | Chelsea                | 2 - 1               | 0 - 3               | 1 - 5               |
| 2021-2022 | 2e tour de qualifications | Girondins de Bordeaux  | 3 - 2               | 3 - 2a. p. (3 - 0)  | 5 - 5               |
| 2021-2022 | Phase de goupes           | Chelsea                | 3 - 3               | 4 - 0               | 1er (11 pts)        |
| 2021-2022 | Phase de goupes           | Juventus Turin         | 2 - 2               | 0 - 2               | 1er (11 pts)        |
| 2021-2022 | Phase de goupes           | Servette FCCF          | 5 - 0               | 0 - 3               | 1er (11 pts)        |
| 2021-2022 | 1/4 finale                | Arsenal                | 1 - 1               | 2 - 0               | 3 - 1               |
| 2021-2022 | 1/2 finale                | FC Barcelone           | 5 - 1               | 2 - 0               | 3 - 5               |
| 2022-2023 | Phase de goupes           | SKN St. Pölten         | 4 - 0               | 2 - 8               | 1er (14 pts)        |
| 2022-2023 | Phase de goupes           | SK Slavia Prague       | 0 - 2               | 0 - 0               | 1er (14 pts)        |
| 2022-2023 | Phase de goupes           | AS Rome                | 1 - 1               | 4 - 2               | 1er (14 pts)        |
| 2022-2023 | 1/4 finale                | Paris Saint-Germain    | 0 - 1               | 1 - 1               | 2 - 1               |
| 2022-2023 | 1/2 finale                | Arsenal                |                     |                     |                     |

## Partenariats
Le VfL Wolfsburg est en partenariat depuis septembre 2022 avec la franchise de NWSL des Chicago Red Stars. Lors de l'intersaison de NWSL 2022-2023, l'internationale américaine des Red Stars Tierna Davidson vient ainsi s'entraîner avec les Wölfinnen, inaugurant cette coopération.